# 拉波夫拉德马富梅特
拉波夫拉德马富梅特，是西班牙加泰罗尼亚塔拉戈纳省的一个市镇。总面积6平方公里，总人口1194人（2001年），人口密度199人/平方公里。